# Asthenes fuliginosa
El piscuiz barbiblanco (en Venezuela) (Asthenes fuliginosa), también denominado chamicero andino o canastero barbiblanco (en Colombia), coliabrojo barbiblanco (en Ecuador), cola-cardo de barbilla blanca (en Perú) o piscuiz de barba blanca, es una especie de ave paseriforme de la familia Furnariidae perteneciente al numeroso género Asthenes. Es nativa de la región andina del noroeste de Sudamérica.

## Distribución y hábitat
Se distribuye de forma disjunta a lo largo de los Andes, desde el oeste de Venezuela, por el norte y oeste de Colombia, Ecuador, hasta el norte y centro de Perú.
Esta especie es considerada poco común en sus hábitats naturales: el sotobosque de bosques arbustivos, cerca o por debajo de la línea de vegetación arbórea y los parches de bosques dominados por Polylepis, principalmente entre los 2800 y 3500 m de altitud, más bajo en Perú, hasta los 2400 m.

## Descripción
Mide entre 18 y 20 cm de longitud y pesa entre 14 y 20 g. Su plumaje es de color castaño rojizo rufo en las partes superiores, corona, cuello, espalda, alas y cola. Presenta una lista superciliar gris, un parche blanco en el mentón; partes inferiores grisáceas, con el vientre blancuzco.

## Sistemática

### Descripción original
La especie A. fuliginosa fue descrita por primera vez por el naturalista francés Frédéric de Lafresnaye en 1843 bajo el nombre científico Synnalaxis (error) fuliginosus; la localidad tipo es: «Colombia = Bogotá».

### Etimología
El nombre genérico femenino «Asthenes» deriva del término griego «ασθενης asthenēs»: insignificante; y el nombre de la especie «fuliginosa», del latín moderno «fuliginosus»: cubierto de hollín.

### Taxonomía
Esta especie, junto a Asthenes coryi, A. perijana, A. griseomurina, A. harterti, A. helleri, A. palpebralis y A. vilcabambae (incluyendo A. ayacuchensis), estuvo anteriormente separada en un género Schizoeaca, y algunas veces fueron todas consideradas conespecíficas, aunque los patrones de plumaje difieren en un grado no encontrado al nivel de especies dentro de Furnariidae; los datos genéticos indican que, más que formar un grupo monofilético, todos estos taxones están mezclados dentro de Asthenes.
La subespecie nominal comparte con Asthenes griseomurina un anillo ocular blanco, que no es encontrado en las subespecies sureñas peruviana y  plengei. Algunos autores dudan de la diagnosticabilidad de la subespecie fumigata, pero los especímenes son fácilmente distinguibles por el color de su dorso.

### Subespecies
Según las clasificaciones del Congreso Ornitológico Internacional (IOC) y Clements Checklist v.2019 se reconocen cuatro subespecies, con su correspondiente distribución geográfica:
- Asthenes fuliginosa fuliginosa (Lafresnaye, 1843) – oeste de Venezuela (suroeste de Táchira), Colombia (Andes orientales hacia el sur hasta Cundinamarca) y Ecuador (hacia el sur por la pendiente occidental hasta Pichincha y por la pendiente oriental hasta el noroeste de Morona Santiago).
- Asthenes fuliginosa fumigata (Borrero, 1960) – Andes centrales de Colombia (sur de Caldas al sur hasta Nariño).
- Asthenes fuliginosa peruviana (Cory, 1916) – Andes del norte de Perú (Amazonas).
- Asthenes fuliginosa plengei (O’Neill & T. A. Parker, 1976) – Andes del centro de Perú (San Martín hacia el sur hasta Pasco).